# 喜多方市立図書館
喜多方市立図書館（きたかたしりつとしょかん）は、福島県喜多方市にある公共図書館である。

## サービス
貸出サービスは、利用カードをもっている人を対象に行なっている。利用者カードは、喜多方地方広域市町村圏内（喜多方市、西会津町、北塩原村）に在住している者、喜多方市内に通勤・通学をしている者に交付される。貸出点数は、図書だと一度に10冊までで日数は14日間、雑誌は2冊までで日数は14日間となっている。CDやDVDなどのAV資料は2点までで、図書資料と同時に借りる際は合わせて10点となる。団体利用者は50冊以内で期間は30日以内としている。返却は原則カウンターとなっているが、閉館中は返却ポストを利用することができる。ただし、AV資料は破損の可能性がある為、カウンターでの返却を厳守としている。。
毎週日曜日に3歳から小学生を対象とした"おはなしドライブ"、毎月第3木曜日には0歳から3歳を対象とした"ちっちゃなおはなし会"といった催しを行っている。
開館時間
- 平日
  - 9：30〜19：00
- 土曜日・日曜日・祝日
  - 9：30〜17：30

休館日
- 毎週月曜日（国民の祝日の場合は翌日）
- 年末年始（12月28日〜1月3日）
- 特別整理期間　（4月1日〜4月5日）

## 所在地
福島県喜多方市柳原7503-1